# Jeff Thue
Jeffrey James Milton „Jeff” Thue (ur. 25 stycznia 1969 w Reginie) – kanadyjski zapaśnik w stylu wolnym. Srebrny medalista olimpijski z Barcelony 1992 w kategorii 130 kg.
Brąz na mistrzostwach świata w 1991. Trzeci w Pucharze Świata w 1991. Mistrz Wspólnoty Narodów w 1993 roku.